# Neotanais laevispinosus
Neotanais laevispinosus är en kräftdjursart som först beskrevs av Norman och Stebbing 1886.  Neotanais laevispinosus ingår i släktet Neotanais och familjen Neotanaidae. Inga underarter finns listade i Catalogue of Life.